# Монлам

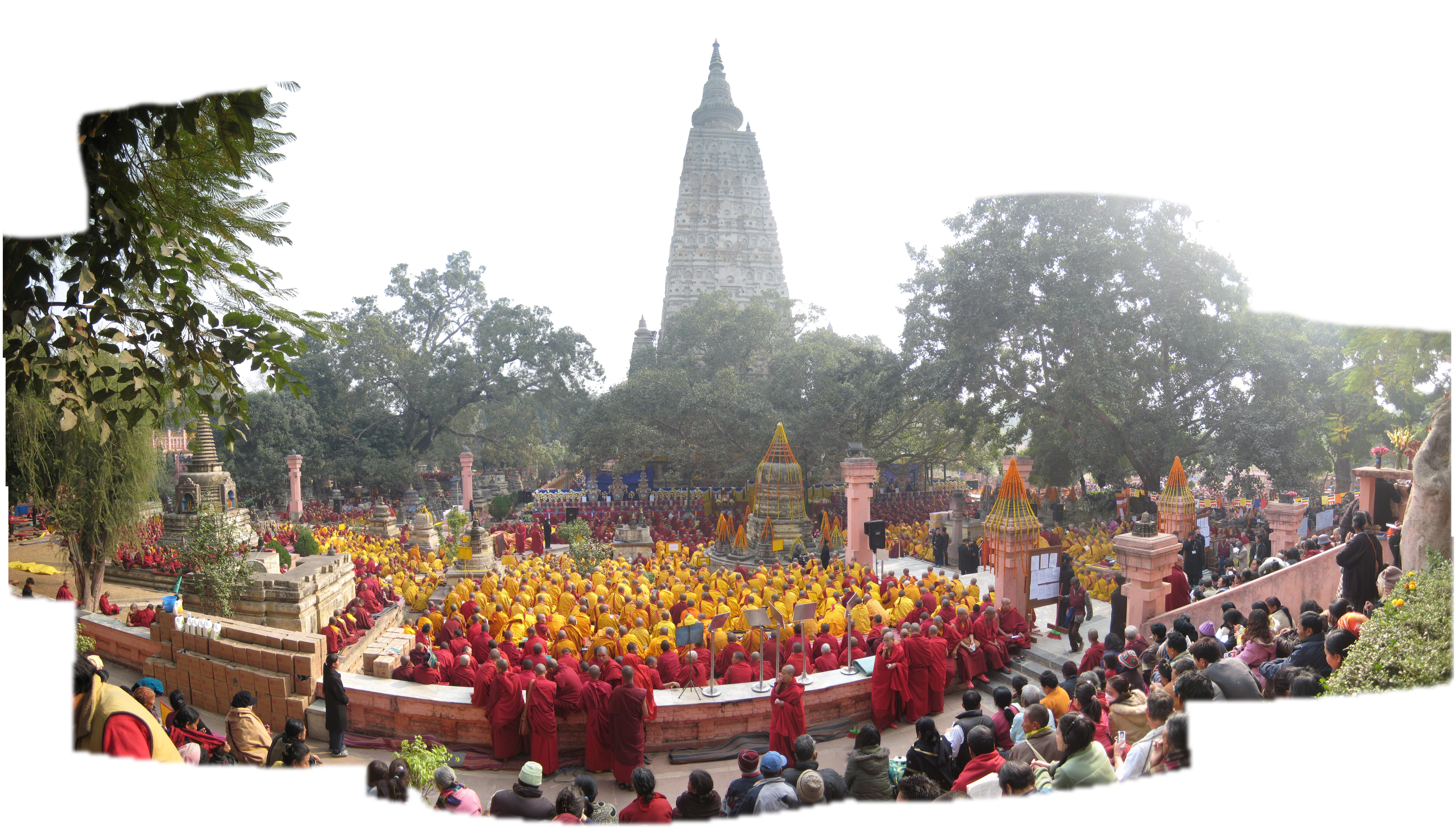

Монлам или Монлам Ченмо, также известный как Великий молитвенный фестиваль — один из старейших и наиболее значимых фестивалей в тибетском буддизме, проводится 4—11 числа в первом тибетском месяце. Начало было положено в 1409 году Цонкапой (1357—1419), основателем традиции гелуг. Он пригласил всех людей Тибета на двухнедельный фестиваль, с первого новолуния по полнолуние Нового года. Первые службы прошли в Джоканге, центральном храме Лхасы.
Великий молитвенный фестиваль отмечает духовную победу Будды над силами невежества, ярости и жадности. Как самый большой религиозный фестиваль в Тибете, он собирает тысячи монахов из трех главных монастырей Лхасы — Дрепунга, Сэры и Гандена для чтения молитв и совершения религиозных ритуалов в храме Джоканг. На площади Баркхор после молитвы в Джоканге ведутся религиозные и философские диспуты.
Монахи совершают традиционные тибетские танцы с масками (чам), и проводится ритуал приношения огромных пирогов (тормы), украшенных весьма искусными скульптурами из масла. На 15-й день — фестиваль масляных ламп (Чунга Чопа), в течение которого Далай-лама приходит в храм Джоканг и проводит буддийскую службу. Повсюду зажигается бесчисленное количество ламп, а площадь Баркхор перед Джокангом превращается в выставку огромных торм, которые затем в конце фестиваля сжигаются в огне. Выносится и проносится по площади изображение Будды Майтрейи.
В течение этого фестиваля проводились испытания на титул лхарампа геше, высшую степень по буддийской философии в традиции гелуг.
Кроме Лхасы, Монлам проводился и в других местах, хотя и гораздо более скромным образом и меньшим по времени.
Традиционно с Нового года до Монлама тибетцы женятся. Многие тибетцы со всего Тибета присоединяются к молитвам и совершают приношения монахам и монахиням.
Во время культурной революции Монлам был запрещен, и, хотя с 1985 года фестиваль был возобновлён, в 1990 он снова был запрещён китайским правительством.